# کی‌دی‌دی‌آی

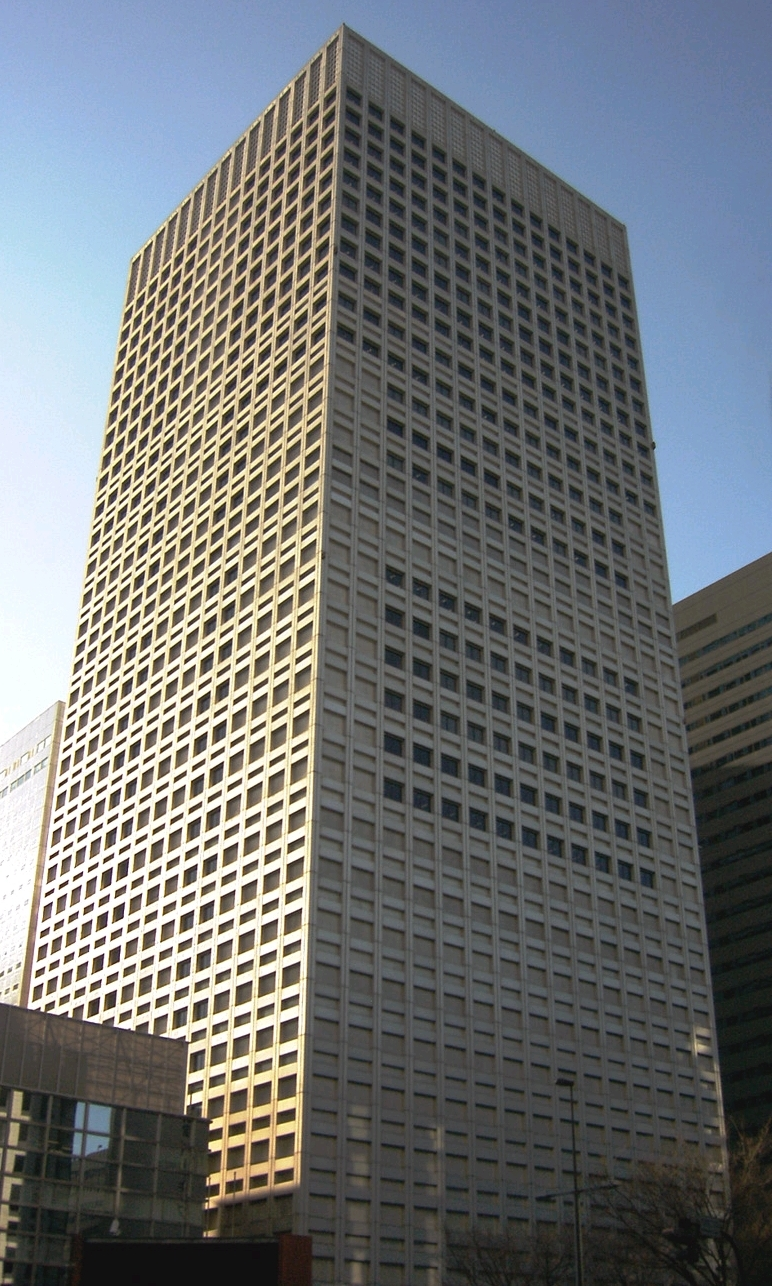
ساختمان اداری کی‌دی‌دی‌آی در شینجوکو، توکیو

کی‌دی‌دی‌آی (به انگلیسی: KDDI) شرکت مخابرات ژاپنی است، که در زمینه ارائه خدمات خطوط تلفن ثابت، شبکه تلفن همراه، خدمات اینترنت و پکیج‌های تلویزیون دیجیتال فعالیت می‌کند.
شرکت کی‌دی‌دی‌آی در ماه اکتبر سال ۲۰۰۰ در پی ادغام شرکت‌های دی‌دی‌آی کورپ، کی‌دی‌دی کورپ و آی‌دی‌او کورپ توسط کازاو ایناموری تأسیس شد.
دفتر مرکزی این شرکت در ایداباشی، چیودا، توکیو، ژاپن قرار دارد و بخشی از سهام آن در بازار بورس توکیو معامله می‌شود.